# 遠藤淳 (声優)
遠藤 淳（えんどう あつし、3月6日 - ）は、日本の男性声優。福島県出身。アーツビジョン所属。

## 略歴
日本ナレーション演技研究所出身。
幼少期から声を出して何かを読み上げることが得意だったことから、将来は人前で話す仕事に就きたいと考えていたという。声優になりたいといった気持ちはあったものの、大学における就活にてそのまま普通の企業へ就職し働きながら学校に通い声優になれたら良いと考えていたという。その後、企業の説明会に参加し、働いている人物が会社の全ての情熱を捧げていることを感じ、自身がなりたいものを片手間で叶えようとするのは無理だと気づき、就活をやめて養成所に通い「俺の就活は声優になることだ！」と声優を目指すことを決めた。

## 人物
趣味・特技として歌唱、ギター、ピアノ、ダンス、バイク、テニス、イラスト、対戦型格闘ゲームをそれぞれ挙げている。
好きな作品には『ストリートファイター』を挙げている。

## 出演
太字はメインキャラクター。

### テレビアニメ
2020年
- 名探偵コナン（田中）
- いわかける! - Sport Climbing Girls -（男性D、男性B）

2021年
- SCARLET NEXUS（兵士）

2022年
- スローループ（釣り大会客）
- 社畜さんは幼女幽霊に癒されたい。（ガヤB）
- クレヨンしんちゃん（2022年 - 2023年、観客B、社員B、テレビの声A、イケメン）

2024年
- 精霊幻想記2（騎士たち、兵士）

### 劇場アニメ
- WAVE!!〜サーフィンやっぺ!!〜（2020年）

### webアニメ
- バトルスピリッツ ミラージュ（2021年、監視員）

### ゲーム
- Readyyy!（2019年、紺野梓[1]）
- ファイアーエムブレム ヒーローズ（2019年、ゼフィール〈烈火の剣〉）
- モンスターストライク（2021年、山林房八）
- 幻獣契約クリプトラクト（2021年、エリュオン）
- リスト118（2023年、ヨル[4]）

### デジタルコミック
- 流れ星のように君は（2019年、葉月透[5]）
- 顔に出ない柏田さんと顔に出る太田君（2020年、佐田君[6]）

### その他
- 静嘉堂文庫美術館（静嘉堂@丸の内）（2024年1月2日-2月3日、音声ガイド[7]）

## ディスコグラフィ

### キャラクターソング
| 発売日   | 商品名                        | 歌 | 楽曲                                                        | 備考                     |
| 2018年   | 2018年                        | 2018年 | 2018年                                                      | 2018年                   |
| -------- | ----------------------------- | --- | ----------------------------------------------------------- | ------------------------ |
| 4月14日  | Readyyy! Project              | SP!CA | 「Special Nu World」                                        | ゲーム『Readyyy!』関連曲 |
| 6月3日   | Readyyy! Project 第2弾        | SP!CA | 「SP!CA 〜Blue Light Stars〜」                              | ゲーム『Readyyy!』関連曲 |
| 9月22日  | Readyyy! Project 第3弾        | SP!CA | 「MY BEST FRIENDS」                                         | ゲーム『Readyyy!』関連曲 |
| 2019年   |                               | |                                                             |                          |
| 3月27日  | Readyyy! Selections           | SP!CA、摩天ロケット、Just 4U、RayGlanZ、La-Veritta | 「Special Medley」                                          | ゲーム『Readyyy!』関連曲 |
| 8月17日  | Readyyy! 第4弾                | SP!CA | 「Running to the top」 「nineteen! feat.SP!CA -short ver-」 | ゲーム『Readyyy!』関連曲 |
| 2021年   |                               | |                                                             |                          |
| 12月22日 | Readyyy! 第5弾                | SP!CA | 「恋してLADY」                                              | ゲーム『Readyyy!』関連曲 |
| 12月22日 | RE:motion                     | SP!CA、摩天ロケット、Just 4U、RayGlanZ、La-Veritta | 「RE:motion」                                               | ゲーム『Readyyy!』関連曲 |
| 2022年   |                               | |                                                             |                          |
| 6月22日  | Readyyy! T.O.P Idol SHOW!! EP | Team Iris (清水弦心（CV: 田中文哉）, 伊勢谷全（CV: 大町知広）, 藤原蒼志（CV: 澤田龍一）, 紺野梓（CV: 遠藤淳）, 明石達真（CV: 黒木陽人）, 五十嵐比呂（CV: 小宮逸人）) | ｢One」                                                      | ゲーム『Readyyy!』関連曲 |
| 2023年   |                               | |                                                             |                          |
| 7月30日  | Are you Readyyy？             | SP!CA、摩天ロケット、Just 4U、RayGlanZ、La-Veritta | 「Are you Readyyy？」                                       | ゲーム『Readyyy!』関連曲 |

## ライブ・イベント

### 合同ライブ
| 出演日             | タイトル                                                                               | 会場                             |
| ------------------ | -------------------------------------------------------------------------------------- | -------------------------------- |
| 2018年2月14日      | 『Readyyy!』プロジェクト2月14日制作発表vol.1                                           | 六本木ニコファーレ（東京都）     |
| 2018年3月14日      | 『Readyyy!』プロジェクト3月14日制作発表Vol.2                                           | 六本木ニコファーレ（東京都）     |
| 2018年4月14日      | 【セガフェス2018】『Readyyy!』ゴー☆ルドステージ Vol.0 〜僕ら、本格始動します！〜       | ベルサール秋葉原（東京都）       |
| 2018年4月28日      | 『Readyyy!』ゴー☆ルドステージ Vol.1 〜僕ら、明日に向かって歌います！〜                 | 原宿クエストホール（東京都）     |
| 2018年5月13日      | 『Readyyy!』ゴー☆ルドステージ Vol.2 〜僕ら、晴れやかにおもてなしします！〜             | よみうりホール（東京都）         |
| 2018年6月3日       | 『Readyyy!』ゴー☆ルドステージ Vol.3 〜僕ら、雨ニモマケズおもてなしします！〜           | よみうりホール（東京都）         |
| 2018年7月16日      | 『Readyyy!』ゴー☆ルドステージ Vol.4 〜僕ら、夏の太陽より熱くおもてなしします！〜       | よみうりホール（東京都）         |
| 2018年7月21日      | 『Readyyy!』ゴー☆ルドステージ Vol.4.5 〜僕ら、池袋で2日間おもてなしします！〜          | セガ池袋GiGO 7F（東京都）        |
| 2018年8月26日      | 『Readyyy!』ゴー☆ルドステージ Vol.5 〜僕ら、夜空の花火よりも盛大におもてなしします！〜 | よみうりホール（東京都）         |
| 2019年5月11日      | Readyyy! Happyyy! Partyyy! 2019                                                        | 日本消防会館（東京都）           |
| 2019年8月14日      | ディアプロ夏祭り〜OTODAMA de ソイヤ！〜                                                | OTODAMA SEA STUDIO（神奈川県）   |
| 2020年2月8日       | Readyyy! 2nd anniversary LIVE "THE NEW MOMENT"                                         | 恵比寿 The Garden Hall（東京都） |
| 2021年3月13日,14日 | Readyyy! 3rd anniversary Live “LINK THE MOMENT”                                        | Yokohama 1000 CLUB（神奈川県）   |
| 2022年2月13日      | Readyyy! 4th Anniversary Live "Twinkle of Protostars"                                  | 豊洲ピット（東京都）             |

### ユニットメンバー
1. 1 2 3 4 5 6  久瀬光希（住谷哲栄）、錦戸佐門（長谷徳人）、五十嵐比呂（小宮逸人）、紺野梓（遠藤淳）、胡桃沢タクミ（観世智顕）
2. 1 2 3  藤原蒼志（澤田龍一）、伊勢谷全（大町知広）、真田淳之介（服部想之介）、高千穂亜樹（梅田修一朗）
3. 1 2 3  明石達真（黒木陽人）、柳川彗（古田一晟）、綾崎小麦（安田駿）、折笠凛久（美藤大樹）
4. 1 2 3  宗像十夜（近衛秀馬）、碓井千紘（小野将夢）、香坂安吾（三浦勝之）
5. 1 2 3  上條雅楽（榊原優希）、清水弦心（田中文哉）